# きのつバス

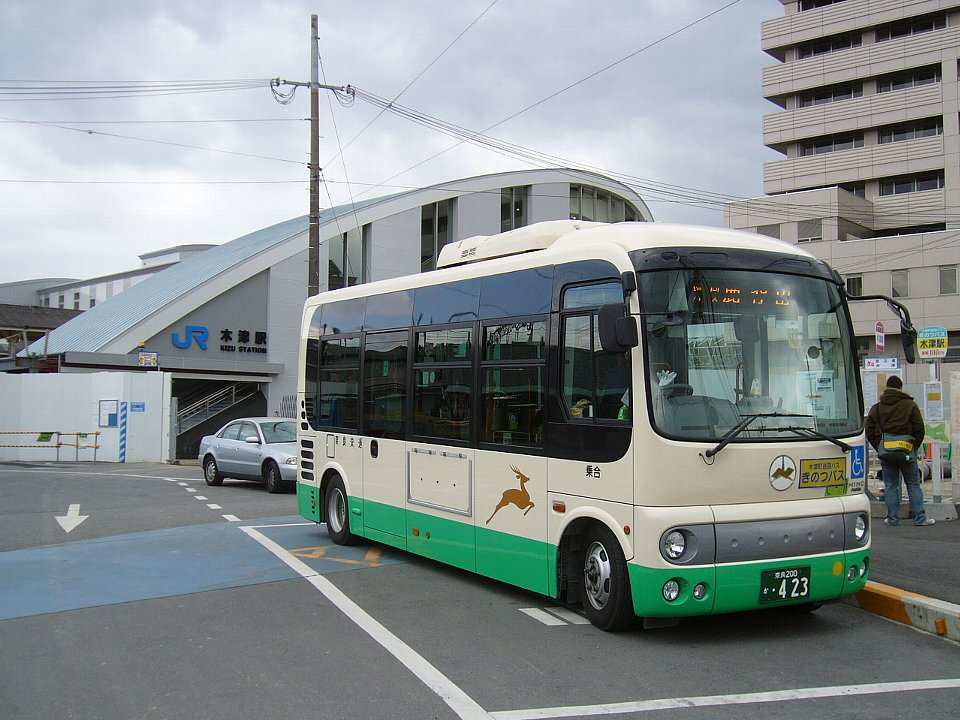
木津駅前にて（2007/3/6 新駅舎未供用）

きのつバス（きのつバス）は、京都府木津川市のうち、旧木津町を中心に運行されているコミュニティバス。2002年（平成14年）9月運行開始。奈良交通に運行委託されている。

## 概要
2002年（平成14年）9月2日、「木津町巡回バス」として試験運行を開始。その後、一般公募で「きのつバス」の愛称が決定した。奈良交通平城営業所が担当している。
木津町は2007年（平成19年）3月12日、同じ郡の山城町・加茂町と合併し木津川市となったが、市制施行後もバスの名称や運行形態に変化はない。ただし「木津町役場前」など、旧町にちなむ停留所名は変更された。
主に昼間の時間帯に運行している。朝夕は奈良交通の路線バスが同区間を運行していたが、2022年9月をもって木津高山線(鹿背山-山田川駅間)が廃止されたため、奈良交通の路線バスと区間が重複する区間は兜台、州見台、梅美台の一部のみとなっている。2024年4月1日に木津駅と高の原駅を結ぶ34系統が廃止された。
平日は全路線1日10便、土日祝は全路線1日8便運行している。
このうち、木-2(高の原駅-鹿背山)は、ダイヤ上は11便設定されているが、平日は鹿背山行きの5便目と高の原駅行きの7便目が運休となっており、運行は10便である。
土日祝日は、木-1、木-3高の原駅行は、各路線朝の2便が運休、木-2高の原駅行は、1,3,5便目が運休している。また、木-1梅谷行、木-3木津川台住宅行は始発の1便と、最終の1便の計2便が運休、木-2鹿背山行は、1,3,9便目が運休している。

## 歴史

### 「木津町巡回バス」試験運行
2002年（平成14年）9月2日、「木津町巡回バス」として試験運行が開始された。
運賃は100円均一（小児50円）。系統は「鹿背山高の原線」（現行の木-2系統と同じ）と「梅美台木津川台線」（現行の木-1系統の山田川駅より梅谷側梅美台五丁目までと、木-3系統の山田川駅より木津川台住宅側をつないだルート）の2系統で、それぞれ1時間に1本（木津駅～山田川駅間は合計30分に1本）、平日のみの運行であった。

### 休日運行開始
2003年（平成15年）6月30日より土日祝日の運行が開始され、また梅美台木津川台線の梅美台五丁目～梅谷間が延長された。

### 3系統へ
2004年（平成16年）11月1日、梅谷高の原線（現：木-1系統）、鹿背山高の原線（現：木-2系統）、木津川台高の原線（現：木-3系統）の3系統となった。
木津町（当時）中央体育館へのアクセスが可能になったほか、全路線が高の原駅を起点とするようになった。またそれぞれ1時間に1本で3系統となったため、木津駅～山田川駅間は20分に1本となった。
まだ「木-1」等の系統番号はつけられておらず、方向幕も白地ではなく系統の色を地に白字の表示だった。

### 運賃改定
2010年（平成22年）3月19日、奈良交通の運賃改定とあわせ、運賃が200円均一（小児100円）に引き上げられた。これにより同区間を走る奈良交通の一般路線バスとの運賃差はほぼなくなった。

## 路線
※の後は、副名称
| 系統 | 木-1                                | 木-2         | 木-3                                         |
| ---- | ----------------------------------- | ------------ | -------------------------------------------- |
|      |                                     |              |                                              |
| 1    | 梅谷                                | 鹿背山       | 木津川台住宅（高の原駅行は木津川台八丁目発） |
| 2    | 分校橋                              | 白口         | 木津川台八丁目                               |
| 3    | 梅美台五丁目                        | 宮ノ裏       | 木津川台七丁目                               |
| 4    | 梅美台七丁目                        | 宮ノ裏西口   | 木津川台六丁目                               |
| 5    | 梅美台小学校                        | 宮之堀       | 木津川台二丁目                               |
| 6    | 関西光科学研究所                    | 木津駅       | 木津川台中央公園                             |
| 7    | 梅美台西※タツタテクニカルセンター前 | 木津         | 木津川台一丁目                               |
| 8    | 州見台五丁目                        | 木津川市役所 | 宮ノ前                                       |
| 9    | 州見橋東                            | 木津本町     | 山田川駅                                     |
| 10   | 州見台六丁目                        | 中央図書館   | 木津北の庄                                   |
| 11   | 州見台七丁目東                      | 神田         | 清水橋                                       |
| 12   | 州見台七丁目                        | 南後背       | 木津中学校前                                 |
| 13   | 州見台八丁目北                      | 木津中学校前 | 南後背                                       |
| 14   | 州見台八丁目                        | 清水橋       | 神田                                         |
| 15   | 州見台八丁目北                      | 木津北の庄   | 中央図書館                                   |
| 16   | 州見台七丁目                        | 山田川駅     | 木津本町                                     |
| 17   | 州見台七丁目東                      | 相楽台北     | 木津川市役所                                 |
| 18   | 州見台六丁目                        | 女性センター | 木津                                         |
| 19   | 州見橋東                            | 相楽         | 木津駅                                       |
| 20   | 市坂南口                            | 相楽台東     | 木津                                         |
| 21   | 市坂                                | 相楽台小学校 | 木津川市役所                                 |
| 22   | 川原田※JA京都やましろ木津支店前     | 相楽台中央   | 木津本町                                     |
| 23   | 木津（梅谷行）                      | 相楽台西     | 三丁目                                       |
| 24   | 木津駅                              | 兜台七丁目   | 五丁目                                       |
| 25   | 木津                                | 兜台四丁目   | いずみホール                                 |
| 26   | 木津川市役所                        | 兜台一丁目西 | 五丁目南                                     |
| 27   | 木津本町                            | 兜台一丁目   | 中央体育館                                   |
| 28   | 中央図書館                          | 高の原駅     | 相楽                                         |
| 29   | 神田                                |              | 女性センター                                 |
| 30   | 南後背                              |              | 相楽台北                                     |
| 31   | 木津中学校前                        |              | ハイタッチ・リサーチパーク                   |
| 32   | 清水橋                              |              | 南陽高校                                     |
| 33   | 木津北の庄                          |              | 兜台四丁目                                   |
| 34   | 山田川駅                            |              | 兜台一丁目西                                 |
| 35   | ハイタッチ・リサーチパーク          |              | 兜台一丁目                                   |
| 36   | 南陽高校                            |              | 高の原駅                                     |
| 37   | 兜台四丁目                          |              |                                              |
| 38   | 兜台一丁目西                        |              |                                              |
| 39   | 兜台一丁目                          |              |                                              |
| 40   | 高の原駅                            |              |                                              |

### 鉄道との接続
全系統が以下の路線と接続する。
- 近畿日本鉄道（近鉄）京都線
  - 高の原駅、山田川駅で接続。
- 西日本旅客鉄道（JR西日本）大和路線・奈良線・学研都市線
  - 木津駅で接続。